# روني غاربوشيفسكي
روني غاربوشيفسكي (بالألمانية: Ronny Garbuschewski)‏ (23 فبراير 1986 بغريما في ألمانيا - ) هو لاعب كرة قدم ألماني (وحمل سابقاً جنسية ألمانيا الشرقية) في مركز الوسط. لعب مع إنيرجي كوتبوس وساتشسين لايبزيغ وفورتونا دوسلدورف وكيمنتزر وهانزا روستوك.

## روابط خارجية
- روني غاربوشيفسكي على موقع قاعدة بيانات كرة القدم.إي يو (الإنجليزية)
- روني غاربوشيفسكي على موقع بيانات كرة القدم. دي إي (الألمانية)
- روني غاربوشيفسكي على موقع عالم كرة القدم.نت (الإنجليزية)
- روني غاربوشيفسكي على موقع AS.com (الإسبانية)